# Poisson tigre goliath
Hydrocynus goliath
Espèce
Statut de conservation UICN

 LC  : Préoccupation mineure
Le poisson tigre goliath (Hydrocynus goliath) ou encore Poisson-chien et appelé localement mbenga est une espèce de poissons d'eau douce. Il se rencontre dans les grands lacs africains et les principaux fleuves. Il fait partie de la famille des Alestidés et de l'ordre des Characiformes.

## Description
Il peut atteindre 1,80 mètre de long pour un poids de 70 kg. Sans dimorphisme sexuel, il est muni d'une denture impressionnante faite de 32 grandes dents triangulaires de 3,5 centimètres de long (celles de la mâchoire inférieure s'imbriquant entre celles de la mâchoire supérieure), mâchoire qui fait de cette espèce un prédateur pour l'homme.
Leur imposante taille ainsi que leur mâchoire proéminente fait aussi de cette espèce un prédateur pour les crocodiles de leur taille[réf. nécessaire].

## Répartition
On retrouve le poisson tigre goliath dans le fleuve Congo, de l'océan jusqu'à la province de Lualaba, et est également signalé dans le lac Tanganyika. Le poisson tigre est le seul capable de lutter contre les courants forts pour se déplacer à travers le fleuve.
Il vit dans des eaux tropicales, généralement entre 23 et 26 °C.

## Galerie

Fleuve Congo
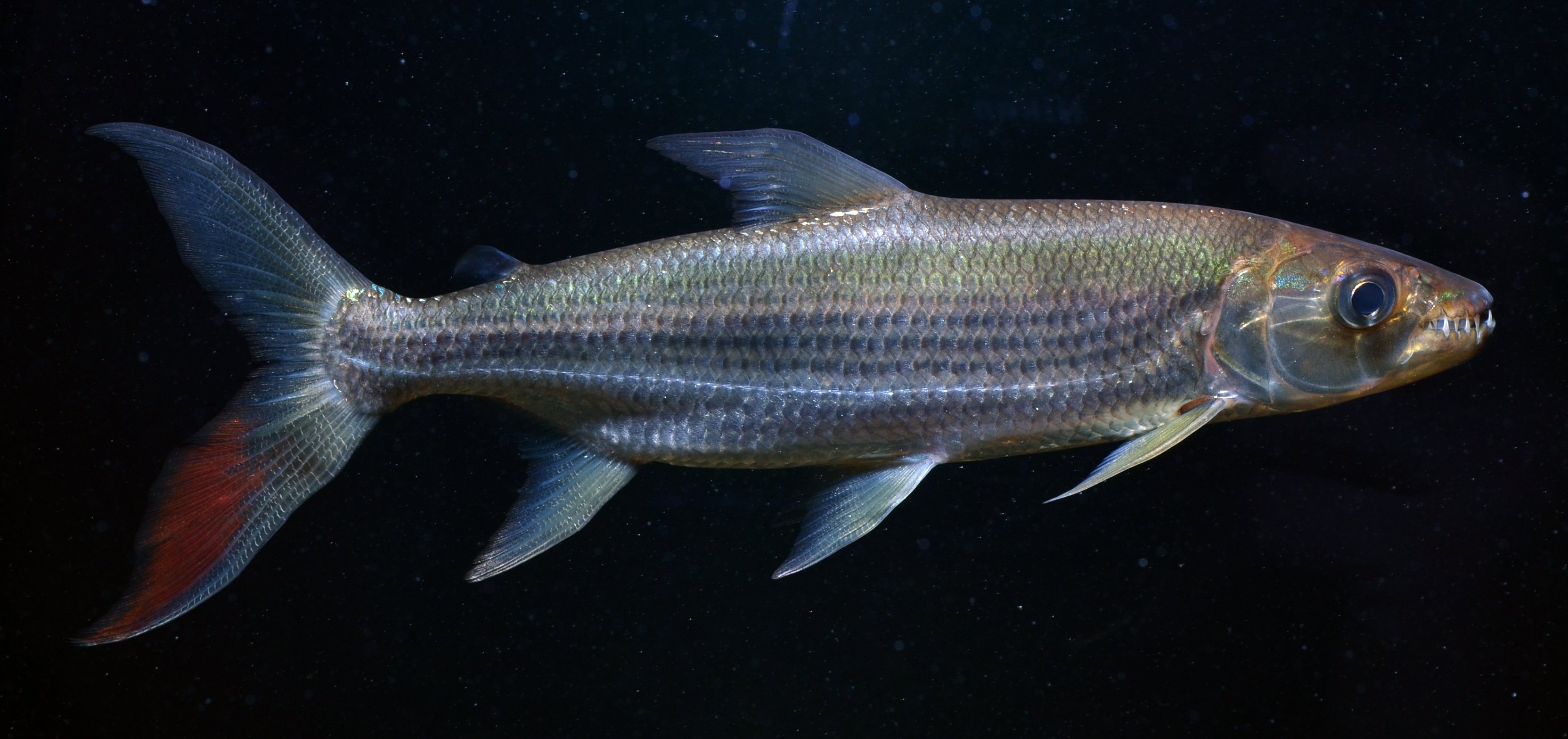
Juvénile.
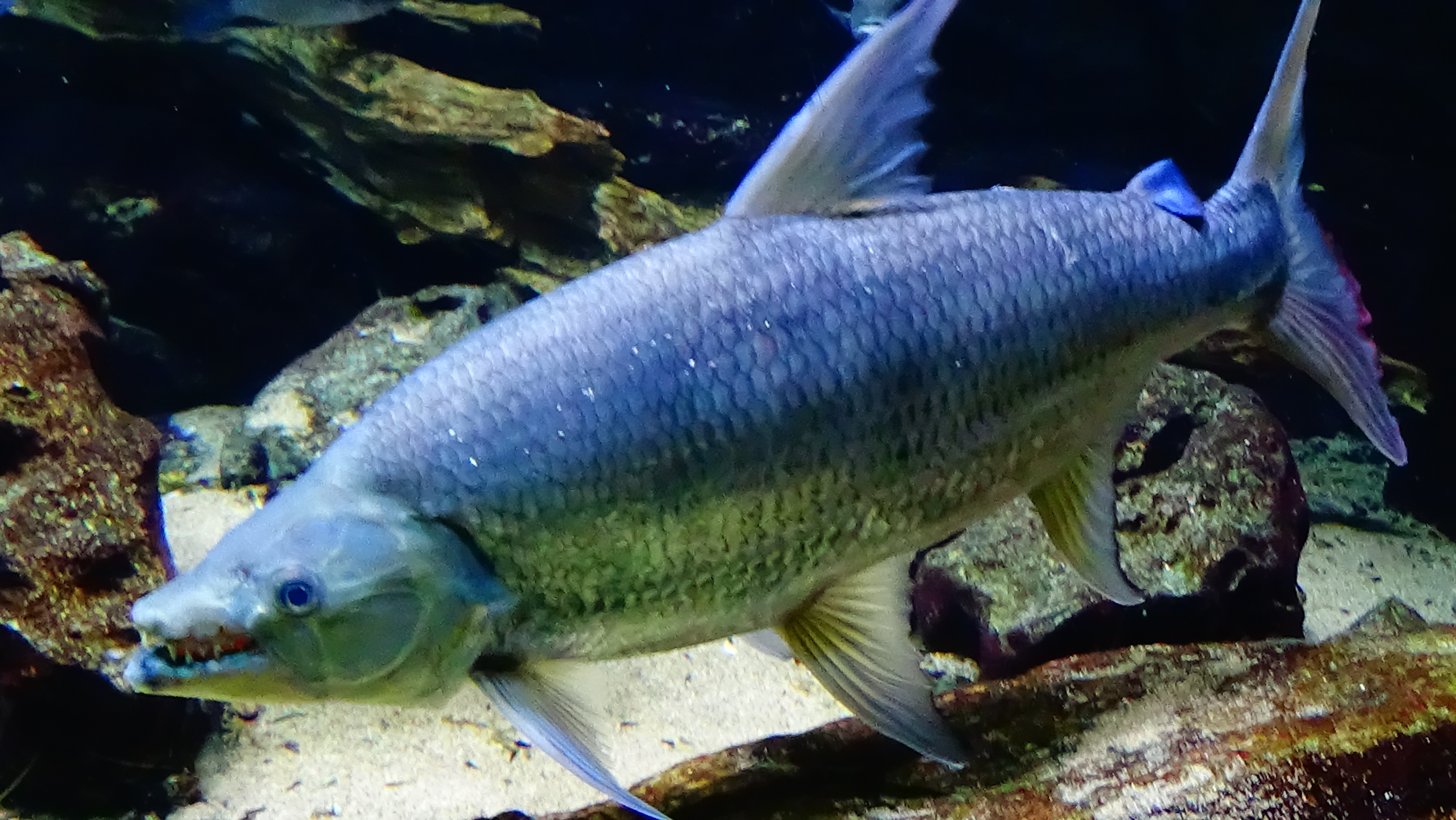
Adulte.
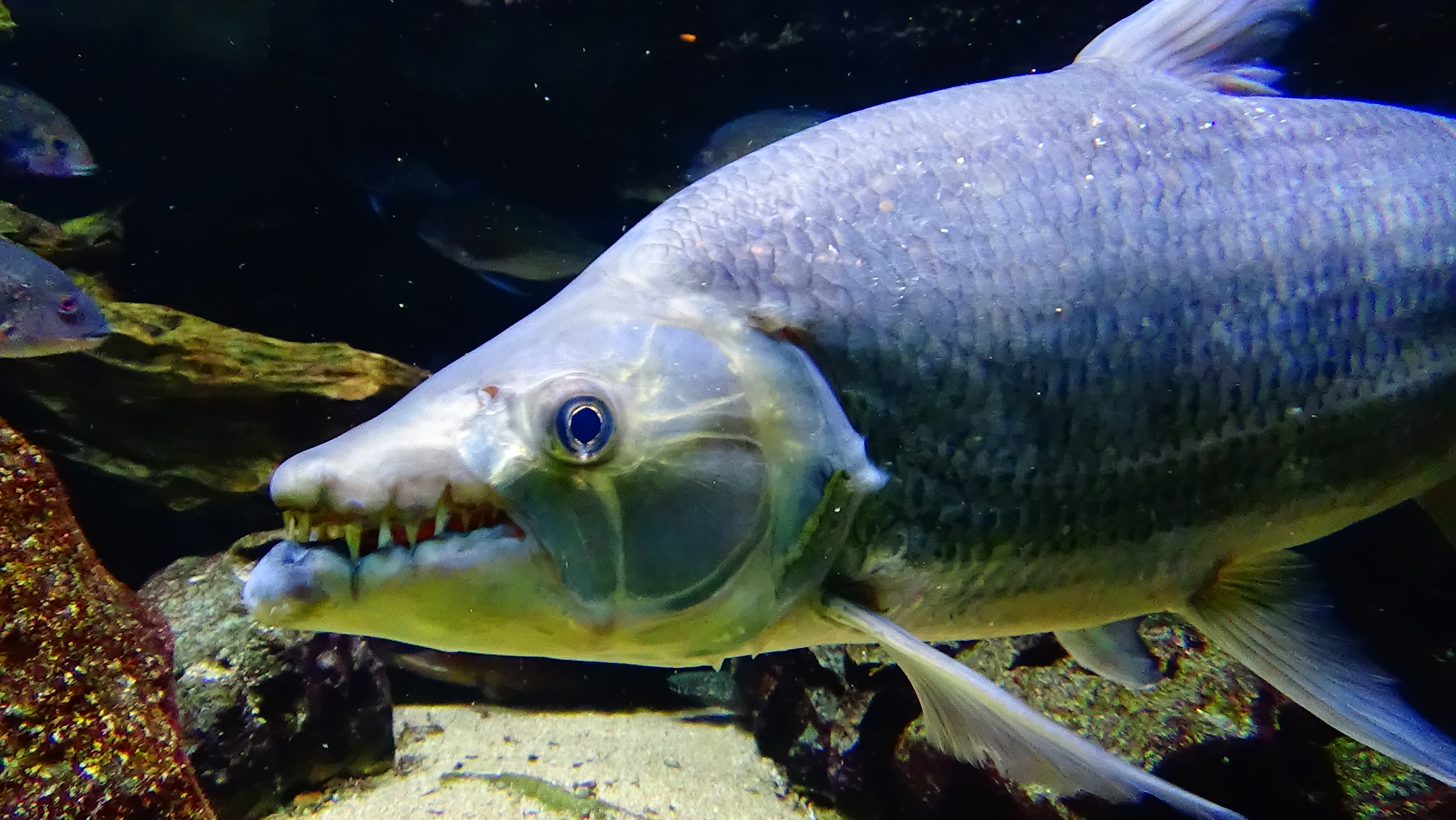
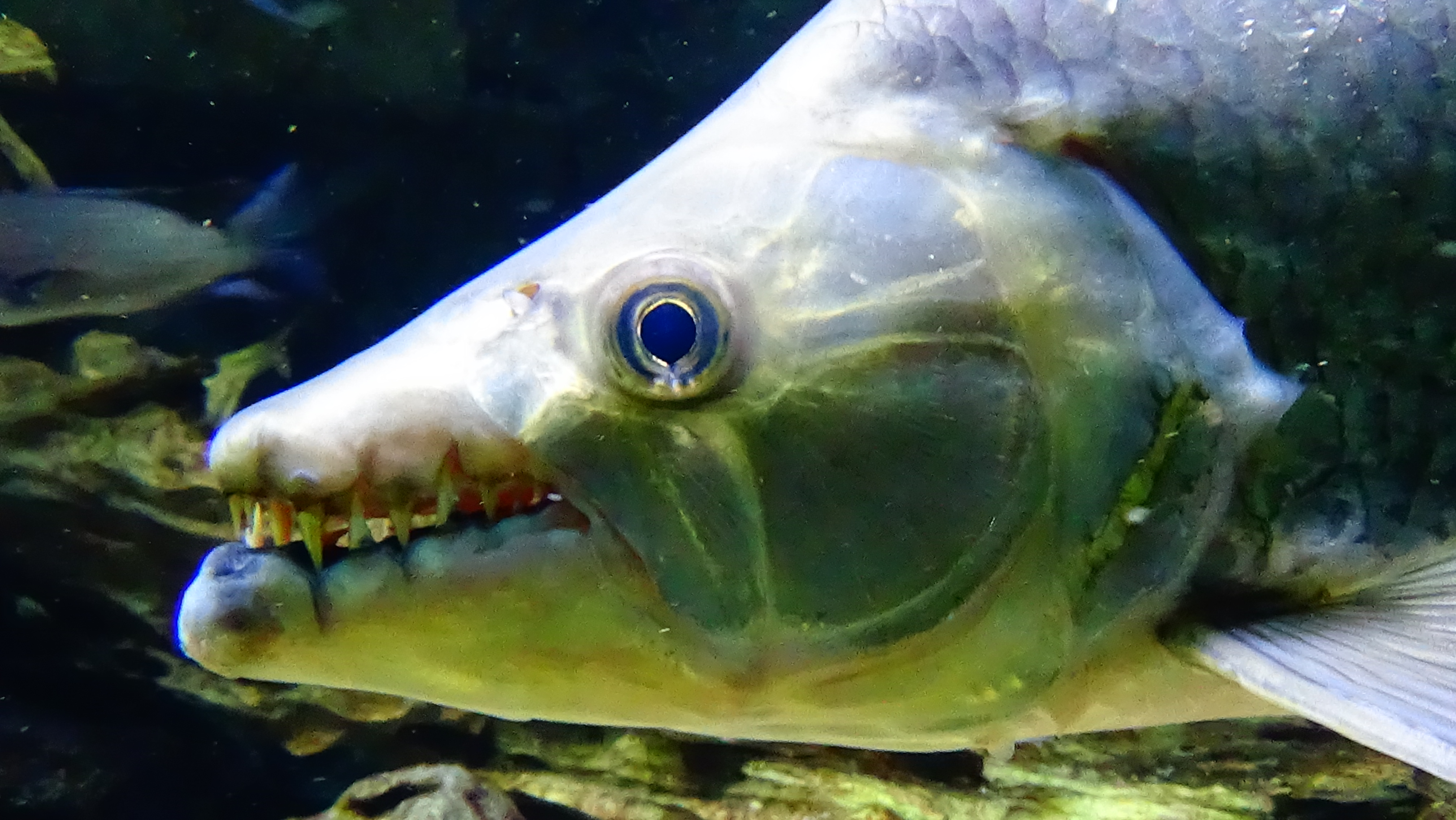
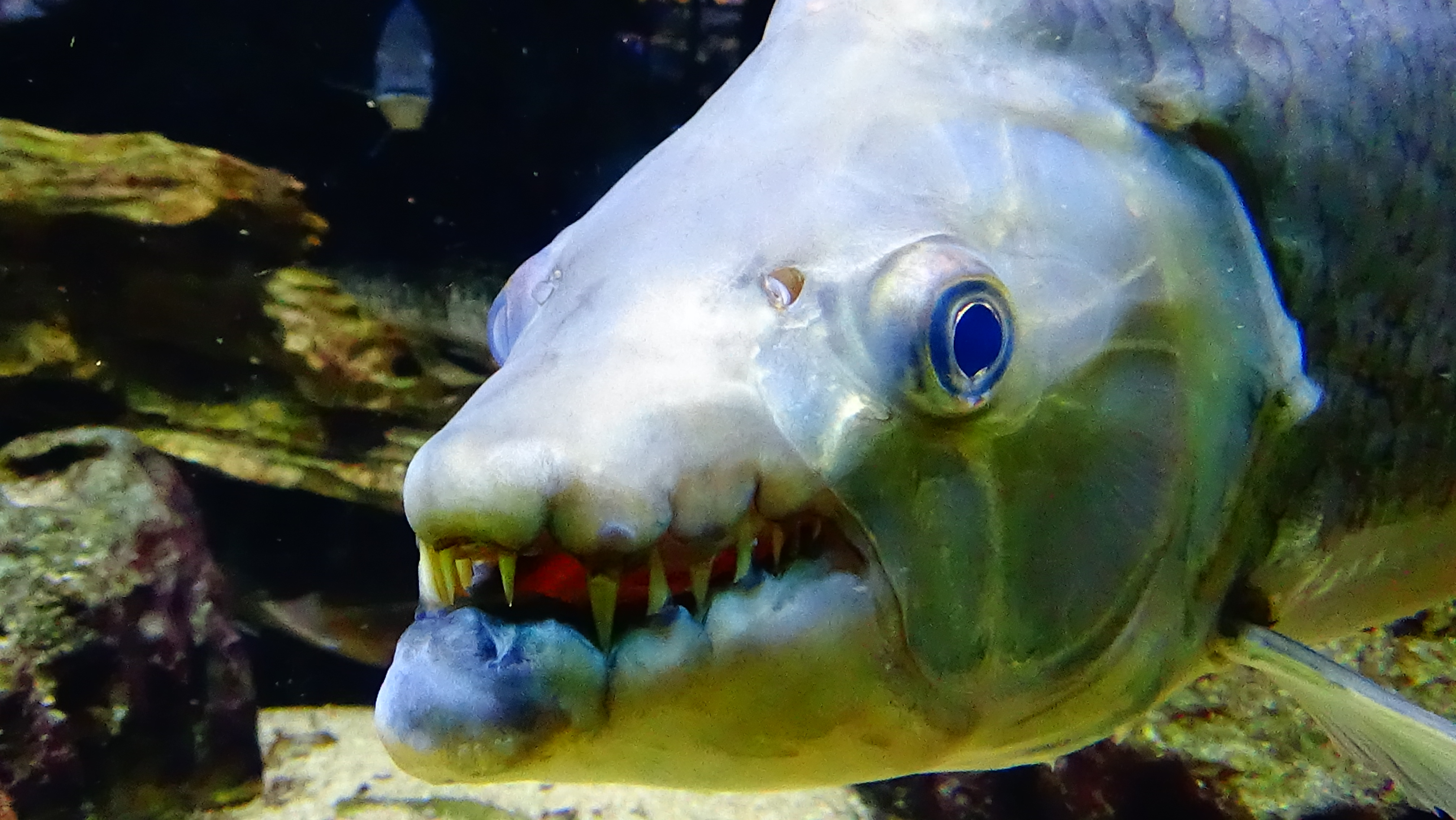
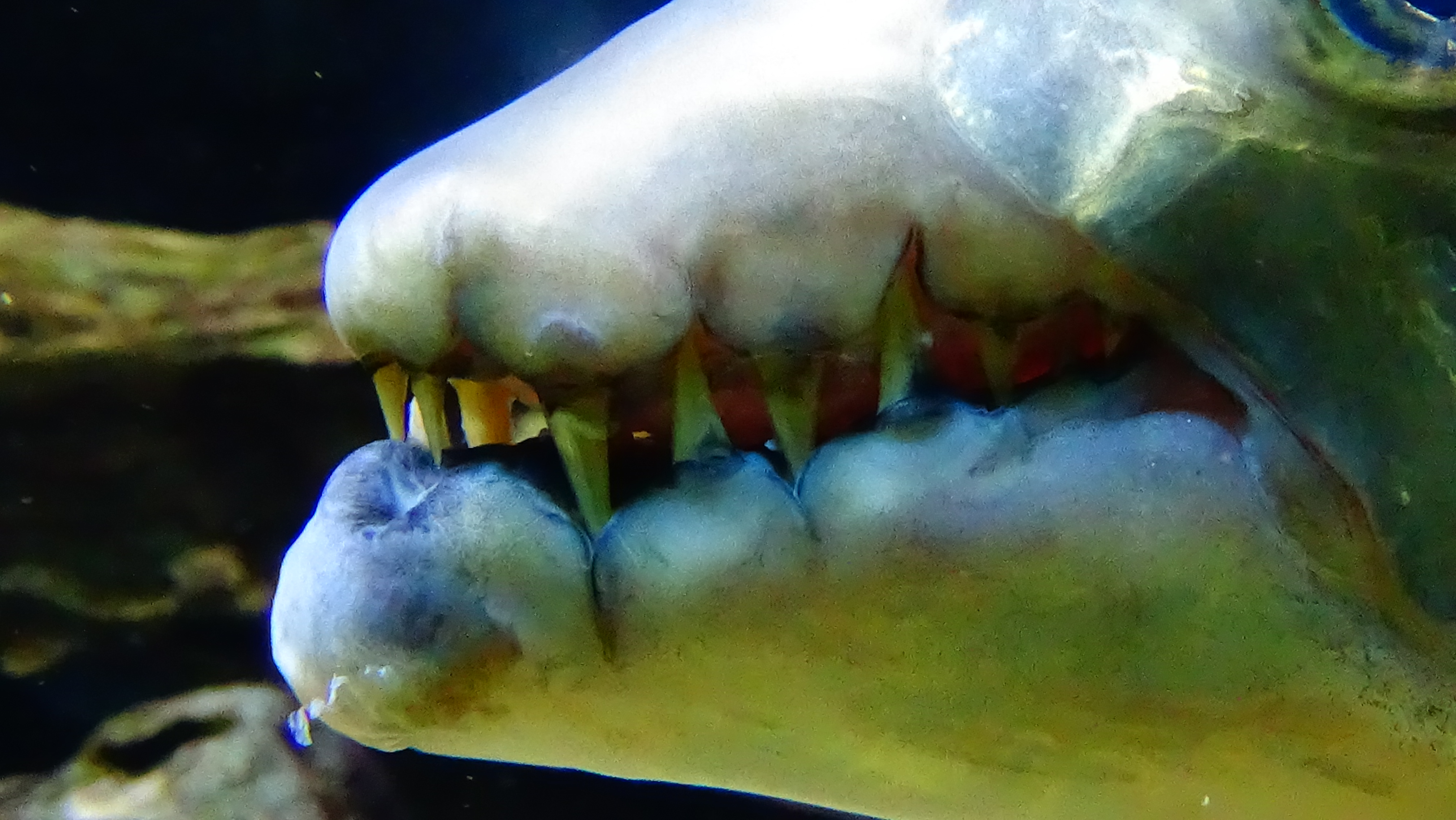
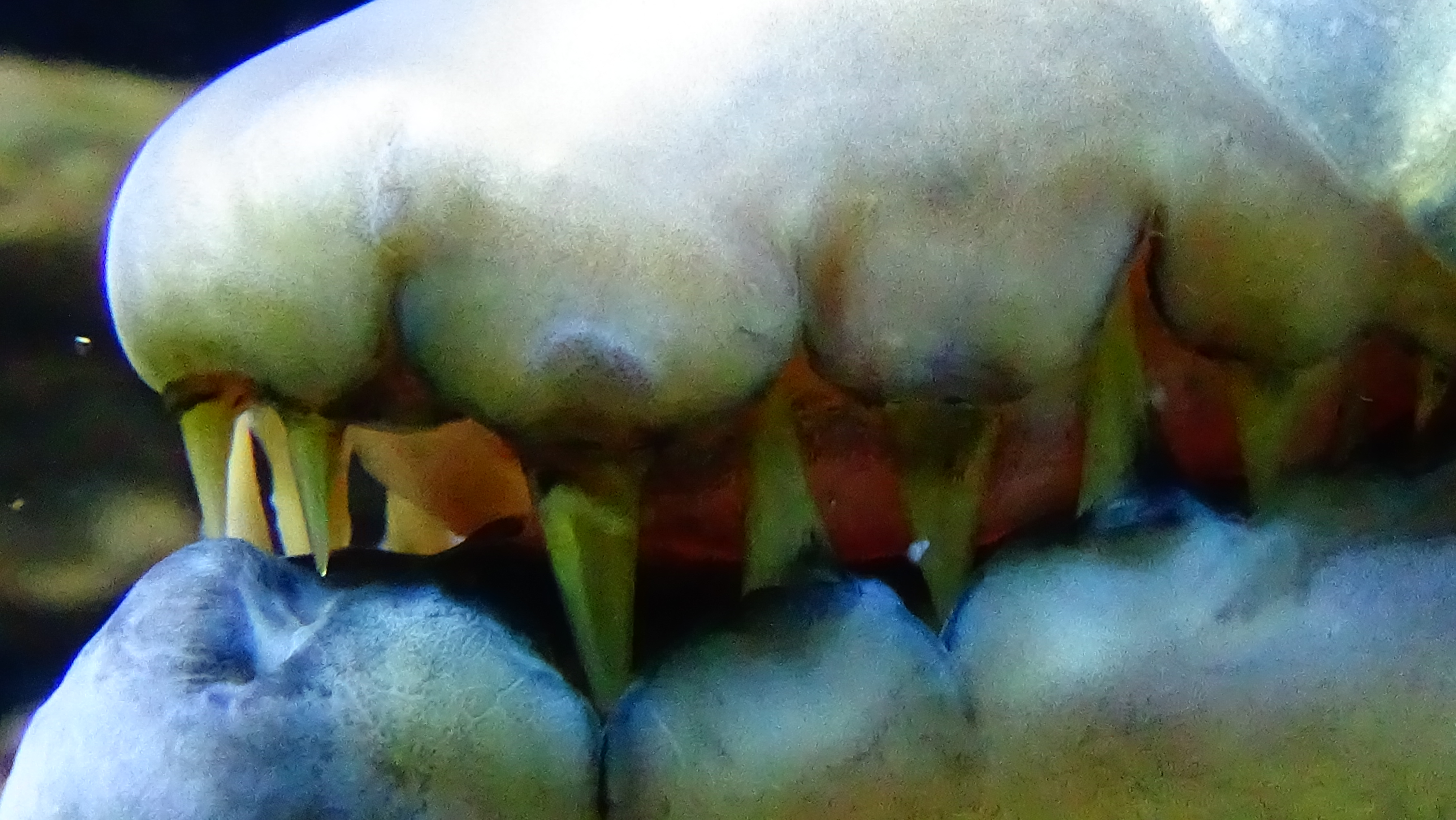